# مهدي الحجار
مهدي بن داود بن سليمان الحجّّار (1900 - 1939) فقيه شيعي وشاعر عراقي. ولد في ناحية الحيرة التابعة لقضاء أبي صخير في العراق، ونشأ في النجف، ودرس على أساتذتها، فنبغ، ونظم الشعر وهو طفل، وذاع صيته، فقرّبه كبار العلماء إليهم، وتوافد عليه الطلبة ينهلون من علمه. كان إصلاحيًا في أفكاره، ظريفًا في شعره، حاضر النكتة وقد عالج كثيرًا من المواضيع. سكن البصرة وأصيب بحمّى في آخر أيّامه استعصت على الأطباء، فتُوفي في المستشفى، ودفن في النجف. شعره كثير طبع منه قصيدة طويلة بعنوان البلاغ المبين. 

## سيرته
ولد مهدي بن داود بن سلمان بن إسماعيل سنة 1322 هـ / 1900 م في مدينة الحيرة بمحافظة النجف. كان جده سلمان وهابيًا ينتمي إلى فخذ الشيخان من عشيرة الجبور، وهي عشيرة عراقية كانت تسكن في ناحية القاسم من قضاء الهاشمية وفي الإسكندرية، وكان أجداده ممن سكن الإسكندرية ثم انتقل سلمان إلى الكوفة سنة 1901 وعمل هناك في الحقول فلاحاً مع الفلاحين وفي هذه الفترة تحول إلى المذهب الشيعي ثم توفي سلمان في الكوفة تاركا ولده داود والد مهدي فولد لداود عدة أولاد منهم عبد الرضا وكان يجيد نظم الشعر الشعبي وهادى وكاظم ثم مهدي. وكان داود اميا يشتغل باستخراج الأحجار من انقاض الحيرة القديمة وبيعها في الكوفة ومن هنا لقب بالحجار.

تتلمذ مهدي الحجار على حسون الجابري ودرس الفقه والمنطق والأصول على أحمد كاشف الغطاء وعبد الكريم الجزائري. وكان شاعراً وظهر في شعره مصلحًا اجتماعيًا واقفًا مع دعاة التجدد والتقدم، وعمل في البصرة مرشدًا دينيًا وعلمياً. عرف بارتجاله الشعر، وظرافته الأدبية، أسس في بيته حلقة أدبية، وأنه كان مرجعًا للخصومات الشعرية والأدبية. وتعلم محمد جواد السهلاني نظم الشعر عليه. 

وقد ظل في البصرة خمس عشرة سنة داعيا وفيها توفي سنة 1358 هـ/ 1939 م ونقل جثمانه إلى النجف حيث دفن في وادي السلام بعد أن صلى عليه أبو الحسن الموسوي الأصفهاني.

## مؤلفاته
- ديوان شعر: يحفل بالخمريات والوطنيات وموشحات كثيرة في العقائد
- شيعة الهدى، في نقد كتاب موسى جار الله
- البلاغ المبين، منظومة في المعارف الدينية
- أرجوزة في حديث الكساء
- فوز الدارين في نقض العهدين

## وصلات خارجية
- في موقع أرشيف المجلات